# Театр Єлисейських Полів
48°51′57″ пн. ш. 2°18′11″ сх. д. / 48.865833333333° пн. ш. 2.3030555555556° сх. д.

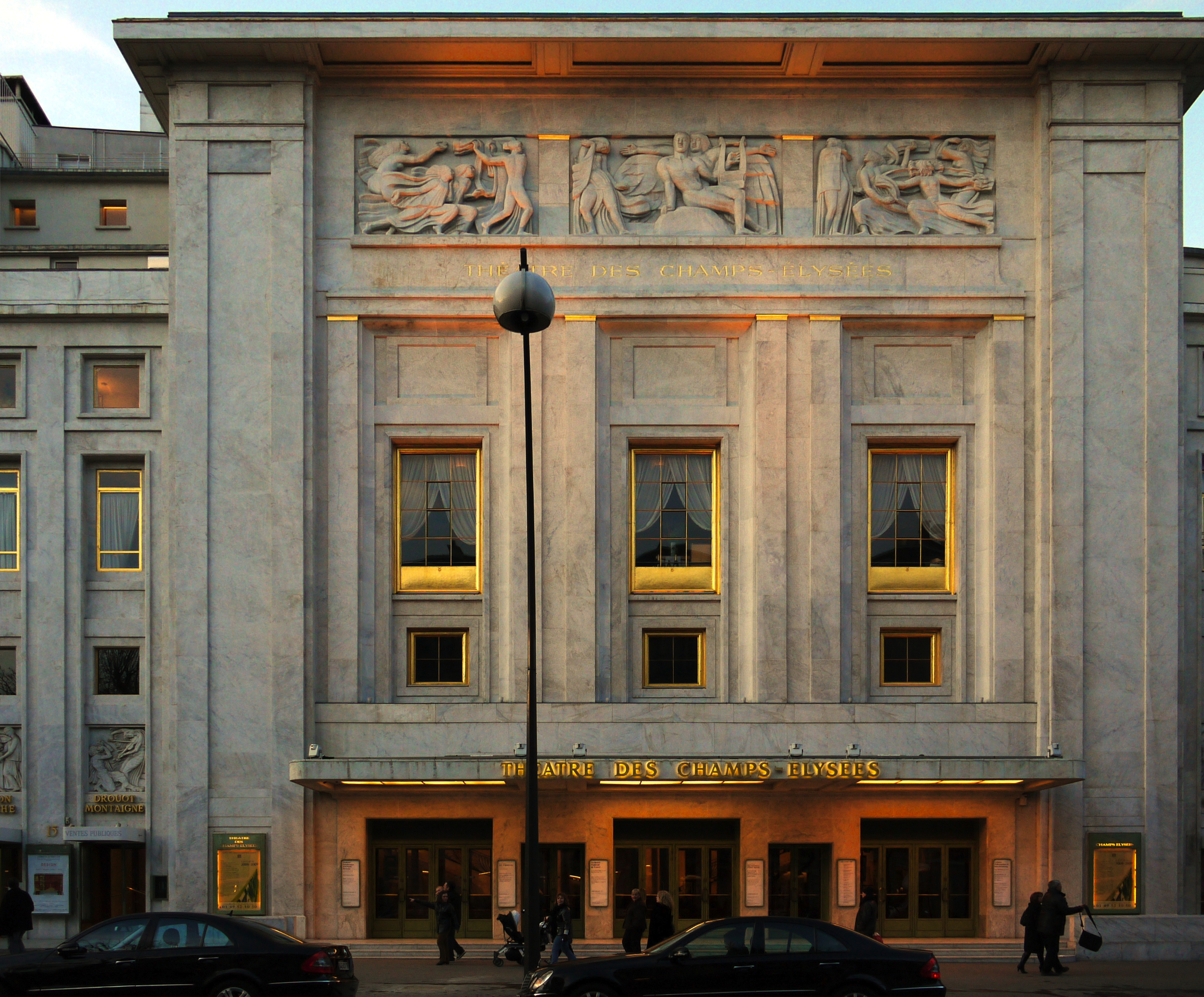
Театр Єлисейських полів

Театр Єлисейських полів (фр. Théâtre des Champs-Élysées) — театр у Парижі, відкритий 1913 року. Знаходиться на авеню Монтень, у VIII окрузі Парижа.
Приміщення театру збудовано за проектом архітектора Огюста Перре і є яскравим прикладом мистецької течії Арт Деко. Одразу ж після відкриття театр прославився скандальною прем'єрою балету І. Стравінського «Весна священна», поставленого Російський балетом Дягілева.
Нині в приміщенні театру знаходяться Національний оркестр Франції, оркестр Ламурйо, у театрі проходять оперні вистави та концерти.